# 節流閥

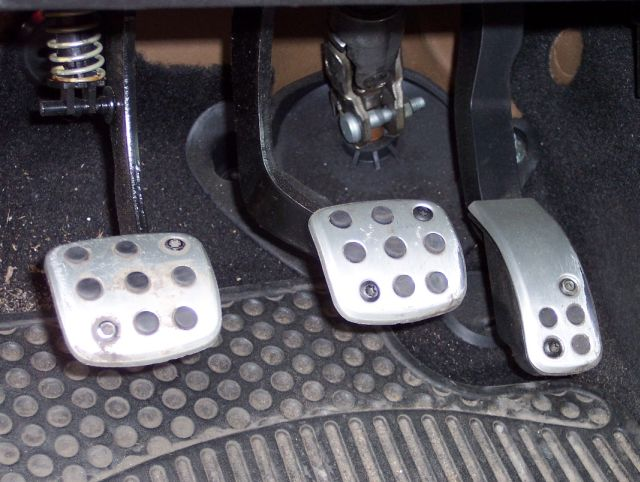
汽車的油門

節流閥，俗稱油門，或稱氣門、氣閥，是一個可以調節流體壓力的構造，可調整進入引擎的空气量，進而調整引擎的出力。

## 内燃機
節流閥可調整空氣進入汽油引擎的量。
在现代汽油引擎中，節流閥通常控制汽油與空氣的霧狀混合物進入氣缸的量。
而由於柴油引擎是使用壓力來引燃，所以並不需要節流閥，而是使用蝶閥（butterfly valve）來調整油量。

## 其他引擎
大多數的引擎都有類似的節流閥，但是通常用來調整輸出力的方式都不太一樣。
液態火箭發動機的節流閥是用來調整油和氧化劑進入燃燒室的量，固態火箭發動機有較複雜的節流閥。
噴射發動機也是使用節流閥來控制引擎的出力，通常在自動駕駛中使用自動油門（Autothrottle）。